# Швейцарія на зимових Олімпійських іграх 2010
Швейцарія на зимових Олімпійських іграх 2010 була представлена 146  спортсменами у 14 видах спорту.

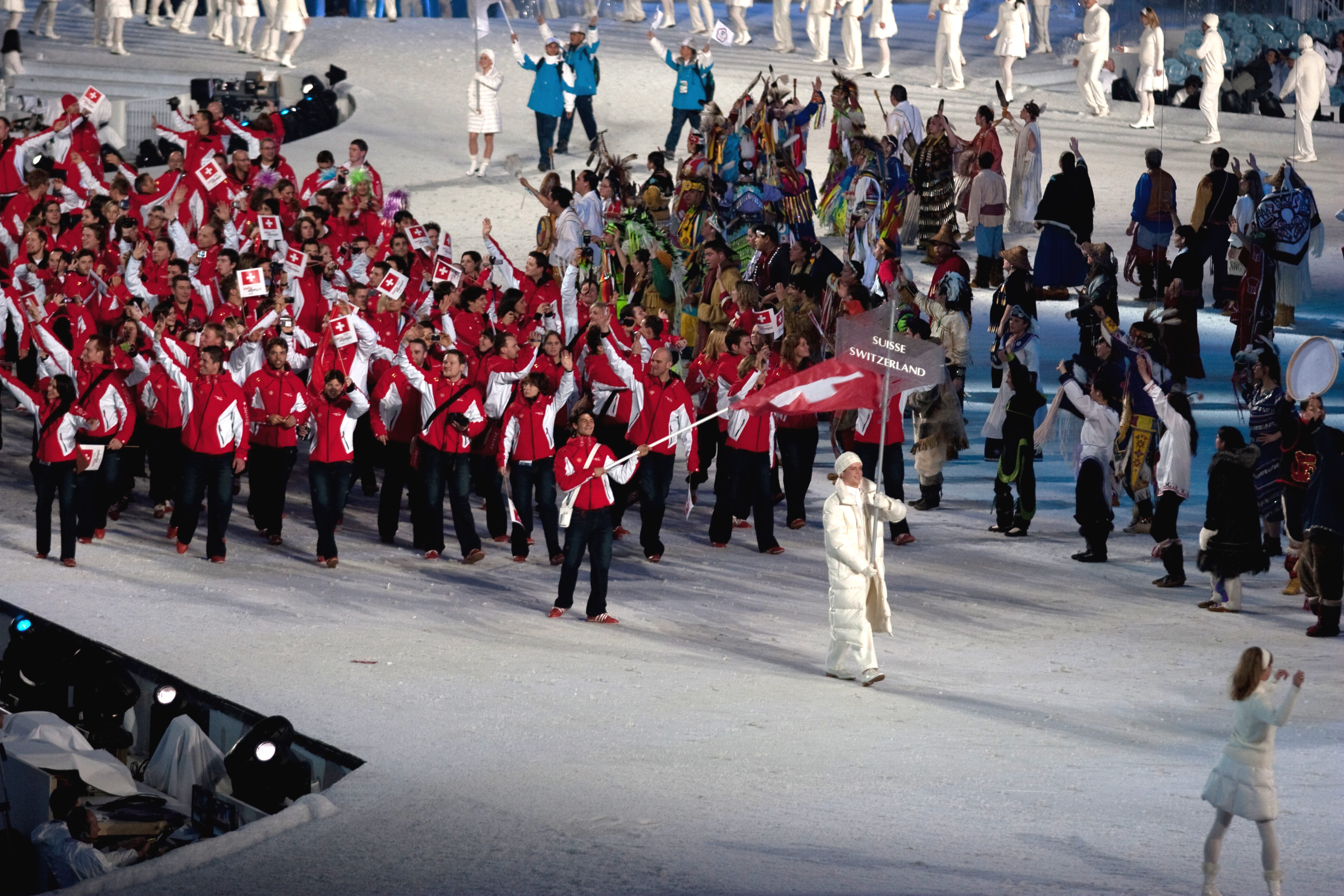
Збірна Швейцарії під час Параду націй на церемонії відкриття Олімпіади

## Медалісти
Золото
| Золото |               |                                           |
| №      | Спортсмени    | Вид спорту (дисципліна)                   |
| 1      | Сімон Амман   | Стрибки з трампліна (нормальний трамплін) |
| 2      | Дідьє Дефаго  | Гірськолижний спорт, швидкісний спуск     |
| 3      | Даріо Колонья | Лижні перегони (15000 метрів)             |
| 4      | Сімон Амман   | Стрибки з трампліна (великий трамплін)    |
| 5      | Міхаель Шмід  | Фристайл (скікрос)                        |
| 6      | Карло Янка    | Гірськолижний спорт, гігантський слалом   |

Бронза
| Бронза |                                                                     |                                      |
| №      | Спортсмени                                                          | Вид спорту (дисципліна)              |
| 1      | Олівія Нобс                                                         | Сноубординг                          |
| 2      | Сільван Цурбрігген                                                  | Гірськолижний спорт, суперкомбінація |
| 3      | Рафльф Штекль, Ян Гаузер, Маркус Еґґлер, Сімон Штрюбін, Тоні Мюллер | Керлінг                              |